# Baños de Valdearados
Baños de Valdearados es un municipio y localidad española de la provincia de Burgos, en la comunidad autónoma de Castilla y León, comarca de La Ribera, partido judicial de Aranda de Duero.

## El municipio
El municipio situado a 16 km de Aranda de Duero y a 80 km de Burgos está formado por un único núcleo de población. Cuenta con 407 habitantes (INE 2008).
La villa de Baños está a 895 metros de altitud. Todo el término municipal está circundado de suaves cornisas que llevan a páramos de 30 a 40 metros sobre la población. Los puntos más altos del término municipal oscilan entre los 890 en el Redondal y los 925 en el Rincón y Lo Tieso. Riega el municipio el río Bañuelos, afluente del Duero.
Baños limita al sur con los municipios de Quemada, Villanueva de Gumiel y Aranda de Duero; al oeste con Tubilla del Lago y Gumiel de Izán; al norte con Valdeande y Caleruega; y al este con Hontoria de Valdearados.
La población activa del municipio se dedica sobre todo a trabajar en Aranda de Duero y al cultivo del viñedo y cereales.
El nombre de "Baños" parece hacer referencia a la existencia de "termas" en la localidad. Así en la Villa romana se han descubierto termas cuya agua provenía de la llamada "Fuente de la Salud". Sin embargo otros autores invitan a pensar que el topónimo deriva de la palabra latina "Vannos" que quiere decir tierras de baldío.

## Historia

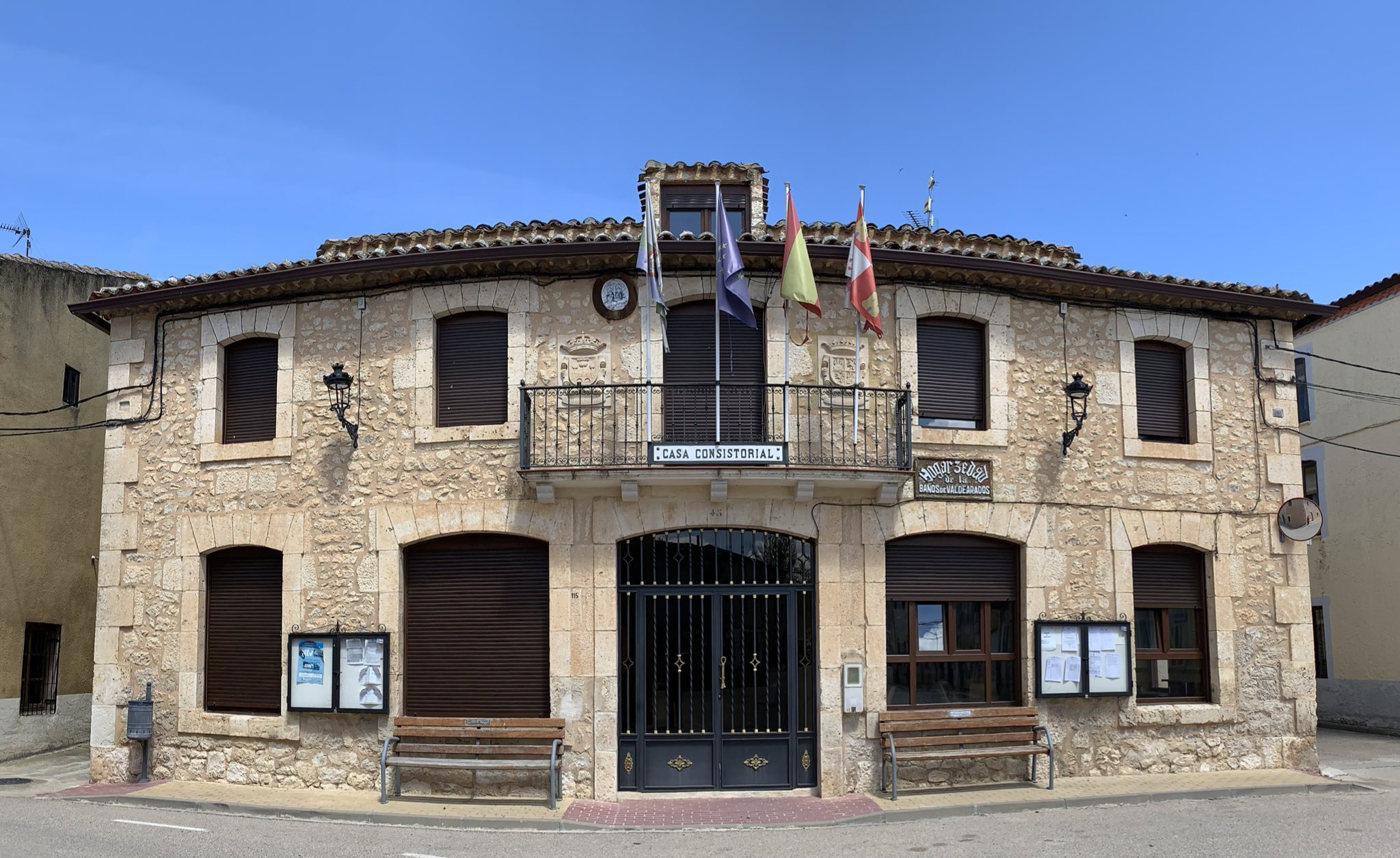
Casa consistorial

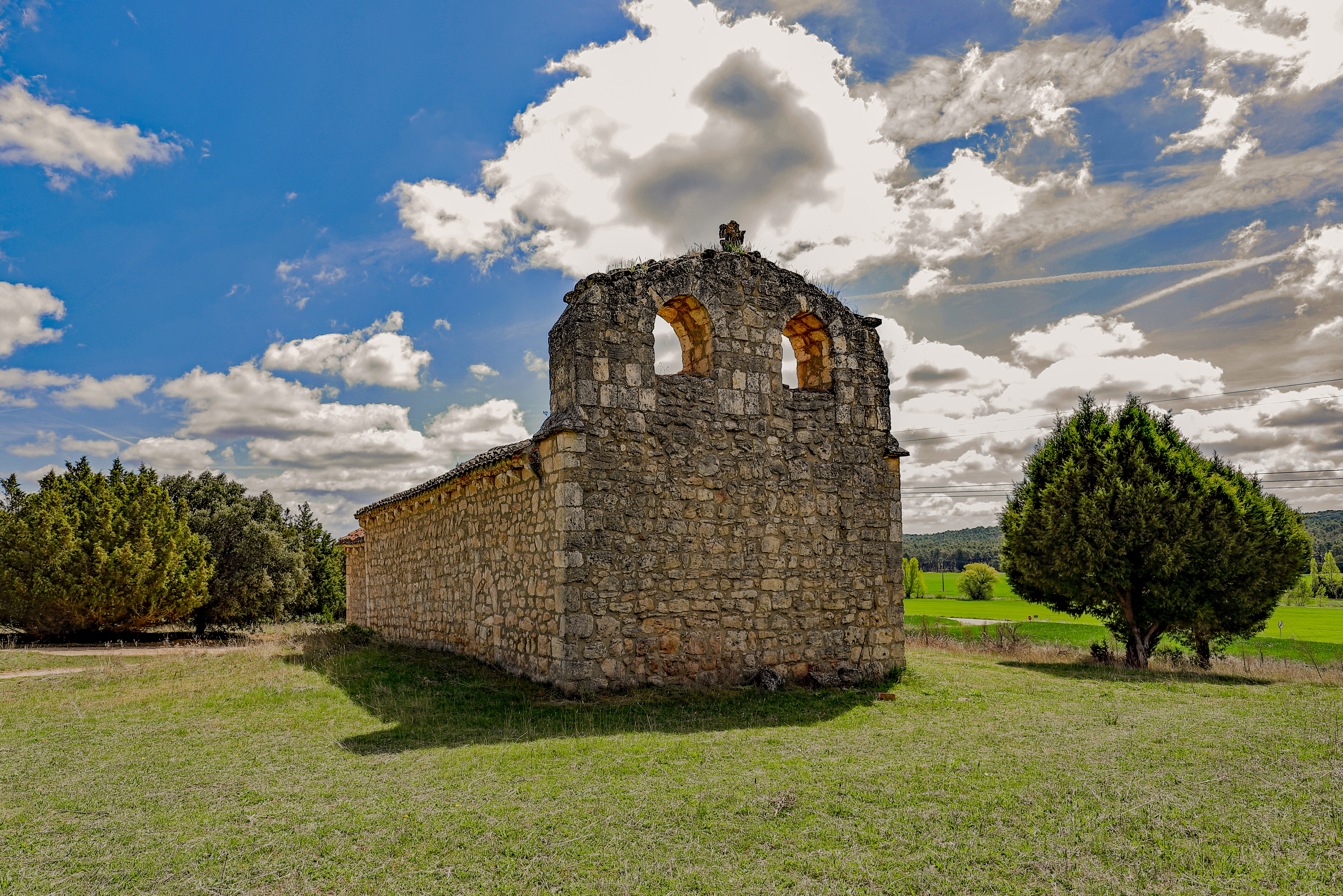
Ermita de Santa María Magdalena

En el Censo de Vecindarios de la Corona de Castilla realizado en 1591 se denominaba Vaños, pertenecía al Partido de los Arauces, incluida en la provincia de Burgos. El partido contaba con 876 vecinos pecheros.
Villa, conocida entonces como Arauzo de Valdearados y perteneciente a la Jurisdicción de Los Arauzos, de realengo, en el partido de Aranda de Duero, con Alcalde Ordinario.
En 1843 pertenecía al partido de Aranda y contaba con 364 habitantes.

## Demografía
Baños de Valdearados cuenta con una población de 320 habitantes (INE 2024).
| Gráfica de evolución demográfica de Baños de Valdearados entre 1842 y 2021                                            |
| |
| Población de derecho según los censos de población del INE. Población de hecho según los censos de población del INE. |

| Evolución demográfica del municipio entre 1991 y 2021 | Evolución demográfica del municipio entre 1991 y 2021 | Evolución demográfica del municipio entre 1991 y 2021 | Evolución demográfica del municipio entre 1991 y 2021 | Evolución demográfica del municipio entre 1991 y 2021 | Evolución demográfica del municipio entre 1991 y 2021 | Evolución demográfica del municipio entre 1991 y 2021 | Evolución demográfica del municipio entre 1991 y 2021 |
| ----------------------------------------------------- | ----------------------------------------------------- | ----------------------------------------------------- | ----------------------------------------------------- | ----------------------------------------------------- | ----------------------------------------------------- | ----------------------------------------------------- | ----------------------------------------------------- |
| 1991                                                  | 1996                                                  | 2001                                                  | 2004                                                  | 2017                                                  | 2018                                                  | 2019                                                  | 2021                                                  |
| 565                                                   | 512                                                   | 442                                                   | 424                                                   | 305                                                   | 342                                                   | 324                                                   | 322                                                   |

## Cultura

### Patrimonio artístico
Todo su término municipal está repleto de huellas de la historia, pero sin duda ésta ha dejado un rastro claro en la Villa romana de Santa Cruz, con mosaicos de especial valor, descubierta de modo fortuito en el mes de noviembre de 1972, a unos 300 m al sur antes de entrar en la villa viniendo por la carretera de Aranda.
Otros monumentos incluyen la Iglesia parroquial de Nuestra Señora de la Asunción, de estilo neoclásico con portada de influencias renacentistas, del siglo XVII, la Ermita del Santo Cristo del Consuelo, con fachada de estilo gótico isabelino, la Ermita de San Roque del siglo XVII y la Ermita de Santa María Magdalena del siglo XVI.

### Fiestas
- Santa Águeda, el 5 de febrero, donde las mujeres antiguamente eran sacadas por los hombres a bailar a la luz de la luna.
- Marzas (Último día de febrero a las 12 de la noche).
- Romería en honor de Santa María Magdalena (sábado anterior al jueves de la Ascensión)
- Fiestas patronales en honor de la Virgen de la Asunción y San Roque (15 y 16 de agosto).
- Fiesta Romana en honor del Dios Baco (fin de semana siguiente a las fiestas patronales de agosto).
- Fiesta de la Exaltación de la Santa Cruz (14 de septiembre).
- Los Quintos (31 de diciembre, aunque también se dan en verano).